# ガールハント
『ガールハント』（The Honeymoon Machine）は1961年のアメリカ合衆国のコメディ映画。
リチャード・ソープ監督の作品で、出演はスティーブ・マックイーンなど。
ロレンツォ・センプル・ジュニアの舞台劇『ゴールデン・フリーシング』を映画化している。

## キャスト
| 役名                     | 俳優                     | 日本語吹替 | 日本語吹替 |
| 役名                     | 俳優                     | テレビ版1  | テレビ版2  |
| ------------------------ | ------------------------ | ---------- | ---------- |
| ハワード大尉             | スティーブ・マックイーン | 田中信夫   | 宮部昭夫   |
| ジュリー・フィッチ       | ブリジッド・バズレン     | 富田千代美 | 鈴木れい子 |
| ジェイソン・エルドリッジ | ジム・ハットン           | 青野武     | 村越伊知郎 |
| パム・ダンスタン         | ポーラ・プレンティス     | 武藤礼子   | 増山江威子 |
| フィッチ提督             | ディーン・ジャガー       | 塩見竜介   | 北村弘一   |
| バーフォード・テイラー   | ジャック・ウェストン     | 雨森雅司   |            |
| ボー                     | ジャック・ムラニー       | 石森達幸   | 嶋俊介     |

- テレビ版1：初回放送1971年5月5日『サントリー名画劇場』21:00-22:26
- テレビ版2：初回放送1973年8月23日『木曜洋画劇場』21:00-22:56

## スタッフ
- 監督：リチャード・ソープ
- 脚本：ジョージ・ウェルズ
- 原作：ロレンツォ・センプル・ジュニア
- 製作：ローレンス・ウェインガーテン
- 撮影：ジョセフ・ラシェル
- 美術：ジョージ・W・デイヴィス、プレストン・エイムズ
- 音楽：リー・ハーライン

## 作品の評価
ニューヨーク・タイムズの批評家であったボズレー・クラウザーは、メインキャストであるジム・ハットン、ジャック・ムラニー、スティーブ・マックイーンの演技を高く評価している。
一方で主演のマックイーンは本作に不満があり、二度とMGMで働くことはないと誓ったという。